# Cystiscus vitiensis
Cystiscus vitiensis is een slakkensoort uit de familie van de Cystiscidae. De wetenschappelijke naam van de soort is voor het eerst geldig gepubliceerd in 2006 door Wakefield & McCleery.